# Mont Hereford
Mont Hereford är ett berg i Kanada.   Det ligger i provinsen Québec, i den sydöstra delen av landet, 300 km öster om huvudstaden Ottawa. Toppen på Mont Hereford är 863 meter över havet, eller 377 meter över den omgivande terrängen. Bredden vid basen är 18,3 km.
Terrängen runt Mont Hereford är kuperad åt sydost, men åt nordväst är den platt. Runt Mont Hereford är det mycket glesbefolkat, med 4 invånare per kvadratkilometer.. Närmaste större samhälle är Coaticook, 16,6 km väster om Mont Hereford.
I omgivningarna runt Mont Hereford växer i huvudsak lövfällande lövskog.